# Ministério do Interior (Finlândia)
| Ministério do Interior                       |                 |
| Kirkkokatu 12, Helsinque intermin.fi/etusivu |                 |
|                                              |                 |
| Atual ministro                               | Krista Mikkonen |

O Ministério do Interior (em finlandês: sisäministeriö) é o setor governamental responsável pela administração e manutenção da segurança pública e migração na Finlândia. Suas principais tarefas incluem assuntos relacionados ao contraterrorismo, policiamento, serviços de resgate e controle de fronteiras. É um dos doze ministérios do governo finlandês e atualmente chefiado pela ministra Krista Mikkonen.